# Ordine del distintivo d'onore

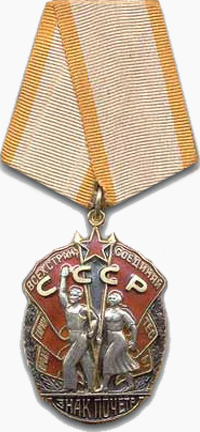
Medaglia dell'ordine d'Onore

L'ordine del distintivo d'onore (in russo орден «Знак Почёта»?, orden «Znak Počëta») è stata un'onorificenza civile dell'Unione Sovietica.

## Storia
Istituito il 25 novembre 1935 l'ordine veniva conferito a cittadini sovietici che avessero conseguito risultati straordinari in campo produttivo o avessero dato contributi di particolare importanza alla ricerca scientifica applicata o di base. Esso poteva inoltre venire assegnato per attività sociali volte alla promozione dei legami economici, scientifici, tecnologici, culturali o di altra natura tra l'URSS e i paesi stranieri; potevano essere premiate anche istituzioni pubbliche, fabbriche incluse.
La decorazione era considerata di livello intermedio tra l'Ordine dell'Amicizia tra i popoli (superiore) e quello della Gloria del lavoro.
L'ordine fu conferito per la prima volta il 26 novembre 1935 e, in totale, venne assegnato in 1.574.368 occasioni.
Esso fu in seguito rimpiazzato dall'Ordine d'onore, un'onorificenza creata con decreto del Presidium del Soviet Supremo del 28 dicembre 1988. A seguito della dissoluzione dell'Unione Sovietica quest'ultima venne a sua volta sostituita, con decreto del presidente della Federazione Russa N° 442 del 2 marzo 1994, da un'omonima onorificenza russa.

## Alcuni premiati celebri
- Nikolaj Nikolaevič Bogoljubov
- Dmitrij Čečulin
- Vjačeslav Fetisov
- Michail Gorbačëv
- Hokuma Gurbanova
- Sergej Pavlovič Korolëv
- Galina Kulakova
- Valentin Koz'mič Ivanov
- Larisa Latynina
- Aleksandr Mal'cev
- Şövkət Məmmədova
- Zurab Sotkilava
- Pavel Suchoj
- Boris Nikolaevič El'cin
- Aleksej Alekseevič Abrikosov
- Vladimir Putin